# Mario Rossi (vescovo)
Mario Rossi (Massino Visconti, 30 settembre 1914 – Vigevano, 19 agosto 1988) è stato un vescovo cattolico italiano.

## Biografia
Ordinato presbitero il 29 giugno 1938, svolse il servizio di vicario parrocchiale prima e poi di arciprete poi aTrecate dal 1942 al 1971.

### Ministero episcopale
Il 4 agosto 1971 venne nominato vescovo di Vigevano venendo consacrato come tale il successivo 3 ottobre dal vescovo Placido Maria Cambiaghi, co-consacranti il cardinale Ugo Poletti e il vescovo Francesco Brustia.
Durante il suo episcopato diede inizio al processo di beatificazione di padre Francesco Pianzola.
Il 29 marzo 1987 aprì la causa di beatificazione di Teresio Olivelli, alpino ed esponente dell'Azione Cattolica, morto nel campo di sterminio di Hersbruck.

## Genealogia episcopale
La genealogia episcopale è:
- Cardinale Scipione Rebiba
- Cardinale Giulio Antonio Santori
- Cardinale Girolamo Bernerio, O.P.
- Arcivescovo Galeazzo Sanvitale
- Cardinale Ludovico Ludovisi
- Cardinale Luigi Caetani
- Cardinale Ulderico Carpegna
- Cardinale Paluzzo Paluzzi Altieri degli Albertoni
- Papa Benedetto XIII
- Papa Benedetto XIV
- Cardinale Enrico Enriquez
- Arcivescovo Manuel Quintano Bonifaz
- Cardinale Buenaventura Córdoba Espinosa de la Cerda
- Cardinale Giuseppe Maria Doria Pamphilj
- Papa Pio VIII
- Papa Pio IX
- Cardinale Alessandro Franchi
- Cardinale Giovanni Simeoni
- Cardinale Antonio Agliardi
- Cardinale Basilio Pompilj
- Cardinale Adeodato Piazza, O.C.D.
- Vescovo Placido Maria Cambiaghi, B.
- Vescovo Mario Rossi